# Cactoideae
Le Cactoideae Eaton, 1836 sono la più vasta sottofamiglia delle Cactaceae comprendente circa 1800-2500 specie suddivise in 10 tribù e circa 120 generi.
Data la copiosa quantità di specie e difficile parlare di affinità, ma in linea di massima le Cactoideae sono in gran parte globose e presentano grosse areole lanose con lunghe spine ricurve bianche o nere.

## Tassonomia
La sottofamiglia comprende 10 tribù e 121 generi:
- Tribù Lymanbensonieae N.Korotkova & Barthlott
  - Calymmanthium F.Ritter
  - Lymanbensonia Kimnach
- Tribù Hylocereeae Buxb., 1958
  - Acanthocereus (A.Berger) Britton & Rose
  - Aporocactus Lem.
  - Disocactus Lindl.
  - Epiphyllum Haw.
  - Pseudorhipsalis Britton & Rose
  - Selenicereus Britton et Rose
  - Weberocereus Britton & Rose
- Tribù Cereeae Salm-Dyck, 1845
- Sottotribù Cereinae Britton & Rose, 1920
  - Arrojadoa Britton & Rose
  - Brasilicereus Backeb.
  - Cereus Mill.
  - Cipocereus F.Ritter
  - Coleocephalocereus Backeb.
  - Lagenosocereus Doweld
  - Melocactus Link & Otto
  - Micranthocereus Backeb.
  - Pilosocereus Byles & G.D.Rowley
  - Praecereus Buxb.
  - Stephanocereus A.Berger
  - Xiquexique Lavor, Calvente & Versieux
- Sottotribù Rebutiinae  Donald, 1955
  - Browningia Britton & Rose
  - Gymnocalycium Pfeiff. ex Mittler
  - Lasiocereus F.Ritter
  - Rebutia K.Schum.
  - Stetsonia Britton & Rose
  - Uebelmannia Buining
- Sottotribù Trichocereinae Buxb., 1958
  - Acanthocalycium Backeb.
  - Arthrocereus A.Berger
  - Borzicactus Riccob.
  - Brachycereus Britton & Rose
  - Chamaecereus Britton & Rose
  - Cleistocactus Lem.
  - Denmoza Britton & Rose
  - Discocactus Pfeiff.
  - Echinopsis Zucc.
  - Espostoa Britton & Rose
  - Espostoopsis Buxb.
  - Facheiroa Britton & Rose
  - Haageocereus Backeb.
  - Harrisia Britton
  - Leocereus Britton & Rose
  - Leucostele Backeb.
  - Loxanthocereus Backeb.
  - Matucana Britton & Rose
  - Mila Britton & Rose
  - Oreocereus Riccob.
  - Oroya Britton & Rose
  - Rauhocereus Backeb.
  - Samaipaticereus Cárdenas
  - Trichocereus (A.Berger) Riccob.
  - Vatricania Backeb.
  - Weberbauerocereus Backeb.
  - Yungasocereus F.Ritter
- Tribù Blossfeldieae Crozier, 2004
  - Blossfeldia Werderm.
- Tribù Copiapoeae Doweld, 2002
  - Copiapoa Britton & Rose, 1922
- Tribù Fraileeae B.P.R.Chéron, 2016
  - Frailea Britton & Rose, 1922
- Tribù Notocacteae Buxb., 1958
  - Eriosyce Phil.
  - Neowerdermannia Fric
  - Parodia Speg.
  - Yavia R.Kiesling & Piltz
- Tribù Rhipsalideae DC., 1828
  - Hatiora Britton & Rose
  - Lepismium Pfeiff.
  - Rhipsalidopsis Britton & Rose
  - Rhipsalis Gaertn.
  - Schlumbergera Lem.
- Tribù Echinocereeae Buxb., 1958
  - Armatocereus Backeb.
  - Austrocactus Britton & Rose
  - Bergerocactus Britton & Rose
  - Carnegiea Britton & Rose
  - Castellanosia Cárdenas
  - Cephalocereus Pfeiff.
  - Corryocactus Britton & Rose
  - Deamia Britton & Rose
  - Echinocereus Engelm.
  - Escontria Rose
  - Eulychnia Phil.
  - Isolatocereus Backeb.
  - Jasminocereus Britton & Rose
  - Lemaireocereus Britton & Rose
  - Leptocereus Britton & Rose
  - Lophocereus Britton & Rose
  - Marshallocereus Backeb.
  - Mitrocereus (Backeb.) Backeb.
  - Morangaya G.D.Rowley
  - Myrtillocactus Console
  - Neoraimondia Britton & Rose
  - Nyctocereus (A.Berger) Britton & Rose
  - Pachycereus (A.Berger) Britton & Rose
  - Peniocereus (A.Berger) Britton & Rose
  - Pfeiffera Salm-Dyck
  - Polaskia Backeb.
  - Pseudoacanthocereus F.Ritter
  - Stenocereus (A.Berger) Riccob.
- Tribù: Cacteae Rchb., 1832
  - Acharagma (N.P.Taylor) Zimmerman ex Glass
  - Ariocarpus Scheidw.
  - Astrophytum Lem.
  - Aztekium Boed.
  - Cochemiea (K.Brandegee) Walton
  - Coryphantha (Engelm.) Lem.
  - Cumarinia  (Knuth) Buxb.
  - Echinocactus Link & Otto
  - Epithelantha F.A.C.Weber ex Britton & Rose
  - Escobaria Britton & Rose
  - Ferocactus Britton & Rose
  - Geohintonia Glass & W.A.Fitz Maur.
  - Kadenicarpus Doweld
  - Kroenleinia Lodé
  - Leuchtenbergia Hook.
  - Lophophora J.M.Coult.
  - Mammillaria Haw.
  - Neolloydia Britton & Rose
  - Obregonia Fric
  - Pediocactus Britton & Rose
  - Pelecyphora C.Ehrenb.
  - Rapicactus Buxb. & Oehme
  - Sclerocactus Britton & Rose
  - Stenocactus (K.Schum.) A.Berger
  - Strombocactus Britton & Rose
  - Thelocactus (K.Schum.) Britton & Rose
  - Turbinicarpus (Backeb.) Buxb. & Backeb.